# Solitaires (Port-Royal)

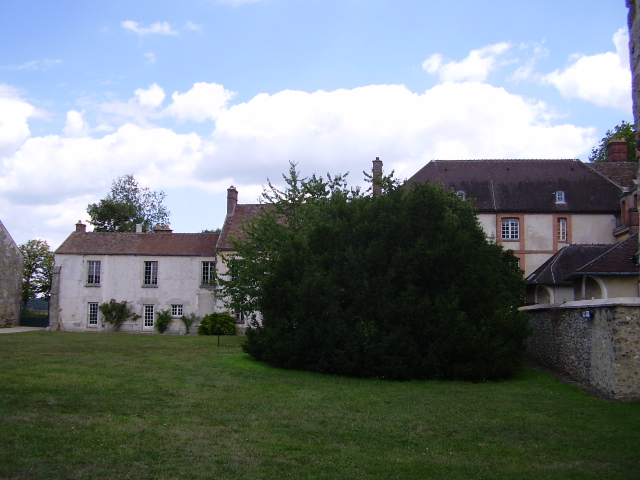
La Maison des Solitaires, Granges de Port-Royal des Champs.

Die Solitaires (auch:  Messieurs de Port-Royal) waren Männer, die im Verlauf des 17. Jahrhunderts ein Leben in Zurückgezogenheit und unter einfachen Bedingungen in Port-Royal des Champs wählten.
Meist handelte es sich um Sprösslinge bourgeoiser oder adliger Familien, die sich zu einem Leben in Askese hingezogen fühlten und sich daher aus der Welt zurückzogen, ohne jedoch in eine Ordensgemeinschaft einzutreten.
Anfangs siedelten sie sich in dem ehemaligen Frauenkloster Port-Royal des Champs an, als die Nonnen das Kloster Port-Royal de Paris gründeten. Als die Nonnen nach Port-Royal zurückkehrten, richteten sie sich im Hof Granges (ferme de Granges) ein.
Die bekannten Solitaires führten ein Leben, das in Handarbeit (Landwirtschaft, Gärtnerei, Wasserbau etc., travaux manuels „manuelle Beschäftigungen“) und in intellektuelle Arbeiten (travaux intellectuels) eingeteilt war. Sie gründeten unter anderem die Petites écoles (Kleinen Schulen) in Port-Royal, die vom pädagogischen Konzept her sehr innovativ waren.
Wir verdanken den Solitaires zahlreiche theologische, patristische, literarische, pädagogische Werke und anderes, wodurch die Bewegung zu einer der bedeutendsten geistigen Bewegungen des 17. Jahrhunderts, des „Grand Siècle“, wurde in Verbindung mit dem Jansenismus.

## Saint-Cyran und dieEinsiedler

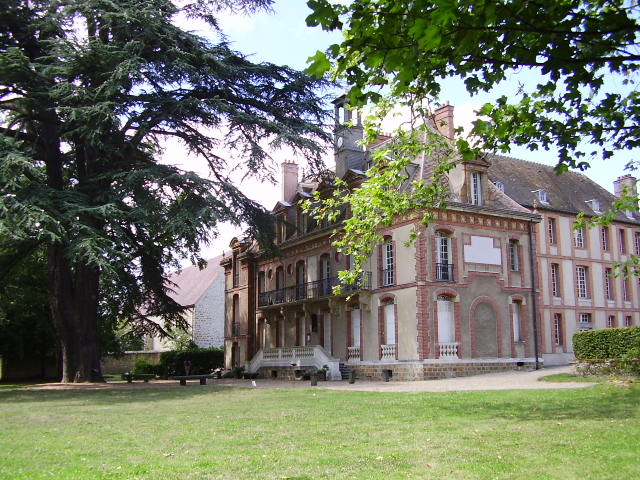
Petites Écoles

Als eine erbauliche Schrift von Agnès Arnauld wegen theologisch problematischer Äußerungen von der Sorbonne verurteilt wurde, erschien eine anonyme Verteidigungsschrift, als deren Verfasser sich Jean Duvergier de Hauranne, der Abt von Saint-Cyran herausstellte – unter dem letzteren Namen ist er auch bekannt. Saint-Cyran, ein Freund und Schüler des Gründers der französischen Oratorianer, Pierre de Bérulle, galt nach dessen Tod als Haupt der dévots, der strenggläubigen Katholiken, und Angélique Arnauld und ihre Nonnen machten ihn zu ihrem geistlichen Führer. Unter dem Eindruck seiner Persönlichkeit ließen sich ab 1638 Antoine Le Maître, ein Neffe Angéliques, und mehrere seiner Brüder und Freunde, darunter Louis-Isaac Lemaistre de Sacy (1613–1684), der spätere Gesprächspartner Pascals, in Port Royal des Champs nieder: Sie bezogen einige Scheunen in der Nähe des Klosters (Les Granges) und gründeten die Petites Écoles, Schulen mit einem anspruchsvollen Ausbildungsprogramm, die zu einem Anziehungspunkt für die französische Oberschicht wurden. U. a. wuchs Racine hier später als Waise auf. Aus der Lehr- und Forschungstätigkeit der „Einsiedler von Port-Royal“ gingen neben anderen bedeutenden Werken die Grammaire générale et raisonnée (Grammatik von Port-Royal) von Antoine Arnauld, Angéliques berühmtem jüngerem Bruder, die Logique ou l'Art de penser (Logik von Port-Royal) von Arnauld und Pierre Nicole, und die einzige französische Bibelübersetzung des 17. Jahrhunderts hervor.
Nachdem Frankreich 1635 unter Richelieu auf der Seite der protestantischen Fürsten in den Dreißigjährigen Krieg eingetreten war, sah dieser in den strenggläubigen Katholiken eine erhebliche Bedrohung, vor allem in dem Kreis, der sich in Port-Royal heranbildete, und setzte deshalb 1638 kurzerhand Saint-Cyran gefangen. Obwohl die Prüfung von dessen Schriften keine häretischen Inhalte ergab, blieb die Haft fünf Jahre bestehen. Saint-Cyran starb kurz nach seiner Freilassung 1643 und wurde rasch als Märtyrer gesehen. Die Messieurs von Port-Royal stellten sich im Aufstand der Fronde ab 1648 auf die Seite der Gegner des Königs und seines Kardinals und zogen sich damit eine langdauernde Feindschaft des Hofes zu.

## Bekannte Solitaires
- Antoine Le Maistre (1608–1658), der erste der Eremiten 1638
- Louis-Isaac Lemaistre de Sacy (1613–1684)
- Antoine Arnauld (1612–1694), der „Große Arnauld“
- Claude Lancelot (1615–1695)
- Pierre Nicole (1625–1695)
- Étienne de Bascle (1605–1662)
- Antoine Singlin (1607–1664)
- Louis Charles d’Albert de Luynes (1620–1690)
- Pierre Thomas du Fossé (1634–1698)
- Jean Racine (1639–1699)